# Hannelore Ludwig
Hannelore Ludwig (* 10. Juni 1949 in Schloß Neuhaus) ist eine deutsche Politikerin und ehemalige Landtagsabgeordnete (SPD).

## Leben und Beruf
Nach dem Schulbesuch mit dem Abschluss Abitur studierte sie für das Lehramt an Realschulen und Sozialwissenschaften in Münster, Rennes und Bielefeld. Danach war sie als Realschullehrerin tätig. 
Der SPD gehört Ludwig seit 1974 an. Sie ist in verschiedenen Gremien der SPD tätig, u. a. als Mitglied im SPD-Landesvorstand. Sie ist Mitglied der Arbeiterwohlfahrt und Mitglied der Gewerkschaft Erziehung und Wissenschaft.

## Abgeordnete
Vom 1. August 1998 bis zum 1. Juni 2000 war Ludwig Mitglied des Landtags des Landes Nordrhein-Westfalen. Sie rückte über die Reserveliste ihrer Partei in der zwölften Wahlperiode nach.
Dem Rat der Stadt Warburg gehört sie von 1979 bis 1986 und seit 1988 an.